# 文吉

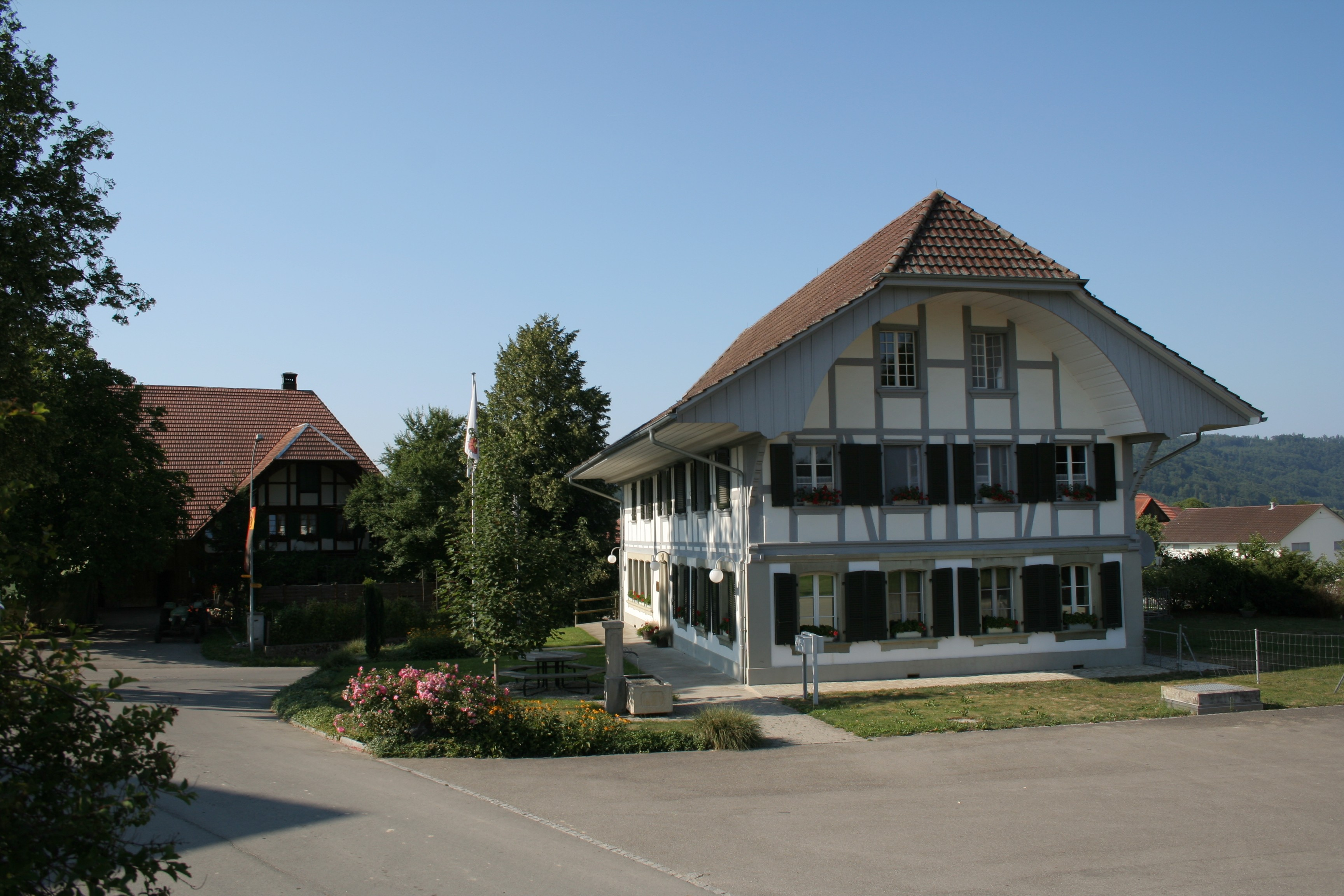

文吉是瑞士的城鎮，位於該國中西部，由伯恩州負責管轄，面積7.07平方公里，海拔高度480米，2011年人口615，八成人口信奉基督教，人口密度每平方公里87人。

## 外部連結
- Community website （页面存档备份，存于） （德文）